# Jesse Quin
Jesse Joseph Quin (Bedford, Inglaterra; 3 de septiembre de 1981) es un músico, compositor y cantante británico, más conocido por ser el bajista del grupo británico Keane. Junto a otro miembro de la banda, Tim Rice-Oxley, también lleva un proyecto llamado Mt. Desolation desde 2010.

## Biografía
Jesse nació el Bedford el 3 de septiembre de 1981. Su talento musical le viene también de familia, ya que su madre es una muy talentosa cantante de folk, Charity Quin. Jesse empezó su vida musical desde muy pequeño. El primer instrumento que aprendió a tocar fue la batería. Pero, oficialmente comenzó su carrera musical en el 2007 al formar Jesse Quin & The Mets junto con unos amigos. Luego, en ese mismo año entró al personal del Under The Iron Sea Tour de Keane como asistente de la gira. Quin se hizo muy amigo con los, en ese entonces, trío británico, quienes lo invitaron para que toque con ellos en un concierto en Union Chapel, donde tocó la guitarra acústica y posteriormente el bajo en la versión Under Pressure. Quin fue invitado por Keane a las grabaciones del Perfect Symmetry y posteriormente salió de gira con ellos en el Perfect Symmetry World Tour. De esta forma en el estudio y en la gira Jesse forjó una gran amistad con Tim, Tom y Richard; además se hizo muy popular y querido por los fanes. Luego grabó con Keane el EP Night Train y fue el 3 de septiembre de 2011 cuando se volvió miembro oficial de Keane. Jesse está casado con Julia Quin desde 2010. A la boda asistieron sus compañeros y amigos de Keane, quienes tocaron para la pareja algunas canciones. Jesse Quin es padre de una niña llamada Harper Quin, quien nació en 2011.

## Keane
A finales del 2007, Quin actuó con Keane como músico de apoyo para los conciertos de la banda durante la promoción del sencillo "The Night Sky". Luego de estos conciertos, Keane lo convocó para grabar con ellos el álbum Perfect Symmetry. Quin se llevó tan bien con la banda que no solo hacía su trabajo como músico de apoyo, sino que aportaba ideas y se involucró de lleno en el álbum. Jesse Quin salió luego de gira con Keane durante el "Perfect Symmetry World Tour", desde este momento fue considerado por los fanes como el "Cuarto Keane", hasta que se convirtió en miembro oficial de la banda el 3 de febrero de 2011.
Es el más joven de los integrantes de la banda y fue el último en incorporarse a ella.

## Proyecto Alterno
Desde finales de 2009 Jesse Quin tiene un proyecto alterno a Keane, junto con su amigo y compañero de banda Tim Rice-Oxley. Este proyecto se llama "Mt. Desolation". El dúo lanzó su primer álbum de estudio, homónimo el 18 de octubre de 2010 y realizó una gira por el Reino Unido e Irlanda, Estados Unidos y Canadá. Luego del término este tour, Jesse y Tim volvieron con los otros dos miembros de Keane (Tom Chaplin y Richard Hughes) para empezar a trabajar en el Cuarto Álbum de Estudio de la banda.
- Datos: Q1139723
- Multimedia: Jesse Quin / Q1139723